# 日本進步黨
日本進步黨（にほんしんぽとう），是日本終戰後一個短暫的政黨。曾經和日本自由黨聯合執政，後來被進步黨黨員成立了新黨民主黨取代了進步黨。

## 歷史
盟軍進駐日本後，戰時取消的政黨活動逐漸得到恢復。戰時原立憲民政黨系組成了右翼團體大政翼贊會，而翼贊會的推薦議員又在1945年3月組織起大日本政治會。為了適應時勢的發展，大日本政治會在1945年6月14日宣布解散，並在11月6日改組為日本進步黨。民政黨的最後一任總裁町田忠治代理進步黨總裁，鶴見祐輔任幹事長，齋藤隆夫任總務委員，太田正孝任政務調査會長。結黨時總共有黨員273人。建黨綱領是擁護國體，貫徹民主主義，建立以議會為中心的責任政治等。具體主張還有擁護帝國憲法體制等。
進步黨成立之初，黨總裁之職還沒有決定，起初黨員們想擁立陸軍大將宇垣一成出任首任總裁，但是又不知能否被道格拉斯·麥克阿瑟接受，此外還有資金籌集困難的問題。最終在12月18日，因為町田的籌集資金能力遠超過宇垣，以及避免黨的分裂，84歲高齡的町田被推舉為總裁。
1946年1月，公職追放令公布，進步黨陷于混亂，在國會審議重要法案時都沒有議員敢出席。根據內閣文告，在昭和17年（1942年）舉行的大選中的「推薦議員」大多被沒有資格參加1946年的大選，因此，包括町田、鶴見等黨內要員都沒有資格參加選舉。274名黨員中，只有14人符合資格，其他的都被公職追放。
4月舉行的大選中，進步黨獲得94席，僅次於日本自由黨的140席，是眾議院內第二大黨。大選過後，幣原喜重郎首相在4月22日率領內閣總辭職，並且兼任進步黨總裁，接替了因公職追放而辭職的町田。當時由於各大黨的議席數接近且全部不過半數，因而多個政黨都想參與組閣。進步黨試圖聯合社會黨右派，但遭到拒絕，之後幣原表明作為第一大黨的自由黨應該主持政權，進步黨愿意合作。不過自由黨總裁鳩山一郎想自進社三黨連立，特別是與社會黨合作，社會黨首先拒絕參加政權，但與自由黨作政策協定。正當5月3日幣原進宮晉見天皇奏請鳩山組閣時，盟軍司令部發出了對鳩山的公職追放令。
自由黨決定委托外相吉田茂組閣，起初吉田不從，但是經過町田和幣原的勸說後，吉田向鳩山提出組閣三個條件，鳩山接受。5月16日，吉田負責組閣的大命下達，吉田邀請社會黨和協同黨聯合執政，但是他們都拒絕，於是進步黨加入政府，成立了自進兩黨連立政權。5月22日，吉田內閣成立，進步黨總裁幣原出任國務大臣。
吉田內閣成立後，進步黨內的議員對吉田政府的施政方針日益不滿，少壯派成立了「新進會」，擁立芦田均出任黨總裁，並且和自由黨分手，支持芦田成為首相。1947年3月22日，進步黨的最高幹部會議決定成立新黨；3月31日，民主黨的成立大會舉行，進步黨的114名黨員全部加入民主黨。

## 歴代執行部役員表
| 總裁       | 幹事長   | 總務會長 | 政務調査會長 |
| ---------- | -------- | -------- | ------------ |
|            | 鶴見祐輔 | 川崎克   | 太田正孝     |
| 町田忠治   | 〃       | 〃       | 〃           |
| 〃         | 犬養健   | 齋藤隆夫 | 木村小左衛門 |
| 〃         | 一松定吉 | 〃       | 〃           |
| 〃         | 田中萬逸 | 〃       | 〃           |
| 幣原喜重郎 | 〃       | 〃       | 〃           |
| 〃         | 〃       | 犬養健   | 〃           |
| 〃         | 〃       | 〃       | 成島勇       |
| 〃         | 石黑武重 | 〃       | 苫米地義三   |

## 歴代總裁

### 日本進步黨總裁
| # | 總裁       | 在任時間                                               |
| - | ---------- | ------------------------------------------------------ |
| 1 | 町田忠治※  | 1945年（昭和20年）11月18日 - 1946年（昭和21年）4月23日 |
| 2 | 幣原喜重郎 | 1946年（昭和21年） 4月23日- 1947年（昭和22年）3月31日  |

※1946年1月町田被公職追放之後，4月幣原就任總裁之前，由幹事長犬養和總務會長齋藤代行職務。 

## 黨勢的推移

### 眾議院
| 選舉         | 当選/候補者 | 定員 | 備注         |
| ------------ | ----------- | ---- | ------------ |
| （結黨時）   | 273/-       | 466  | 公職追放-259 |
| 第22屆總選舉 | ○94/376     | 468  | 追加公認+16  |

- 當選者不包括追加公認